# 1961 في المكسيك
فيما يلي قوائم الأحداث التي وقعت خلال عام 1961 في المكسيك.

## ظهور
- 1 يناير – سبرايت

## مواليد

### يناير
- 20 يناير – خوسيفينا فاسكيس موتا سياسية مكسيكية.
- 26 يناير – اليخاندرو غارسيا لاعب كرة قدم مكسيكي.

### فبراير
- 9 فبراير – أليخاندرو دومينغيز

### مارس
- 21 مارس – كارمن أميزكيا

### أبريل
- 4 أبريل – فيليكس كروز لاعب كرة قدم مكسيكي.
- 4 أبريل – ميغيل إسبانا لاعب كرة قدم مكسيكي.

### يونيو
- 15 يونيو – رينيه أريدوندو ملاكم مكسيكي.

### يوليو
- 18 يوليو – لويس فلوريس لاعب كرة قدم مكسيكي.[1]

### أغسطس
- 1 أغسطس – خافيير هرنانديز لاعب كرة قدم مكسيكي.
- 16 أغسطس – إلبيديا كاريو ممثلة مكسيكية.[2]

### أكتوبر
- 20 أكتوبر – غويلرمو مونيوث لاعب كرة قدم مكسيكي.

### نوفمبر
- 28 نوفمبر – ألفونسو كوارون مخرج أفلام مكسيكي.[3]
- 29 نوفمبر – غيلبرتو رومان ملاكم مكسيكي.

## وفيات

### أكتوبر
- 8 أكتوبر – منى جويا (مواليد 1909) ممثلة فرنسية.[4]